# شتاينهايم (وستفاليا)
اشتاينهايم وستفالن (بالألمانية: Steinheim, Westphalia) هي بلدة ألمانية تقع في ألمانيا في هوكستر. يقدر عدد سكانها بـ 13,379 نسمة .

## المدن التوأمة
مدن Szigetszentmiklós، Haukipudas، Busko-Zdrój و سبيكيا هي مدن توأمة لـاشتاينهايم وستفالن.

## أعلام
- ليندا شتال